# 6881 Shifutsu
6881 Shifutsu (1994 UP) là một tiểu hành tinh vành đai chính được phát hiện ngày 31 tháng 10 năm 1994 bởi T. Kobayashi ở Oizumi.